# Szilárdtest (CAD)
A szilárdtest modellezés  testek számítógépes modellezésére használt pontos matematikai és geometriai szabályokból álló eszköz, melyet főleg CAD szoftverek használnak gépek, építmények leírására. A szilárdtest modellezést meg kell különböztetni a térbeli geometriai modellezéstől és a számítógépes grafikától a fizikai hűségre való törekvése okán.
A szilárdtest modellezés úgynevezett primitívekből épít halmazműveletek segítségével összetett testeket. A primitívek egyszerű testek, melyeket különböző térbeli elhelyezésű síkidomokkal lehet származtatni. Ilyen primitívek az általános ferde hasáb, a forgástest, és a több térbeli síkidommal (metszettel) definiált test (pásztázás), melyet a szoftver spline felületekkel közelít.

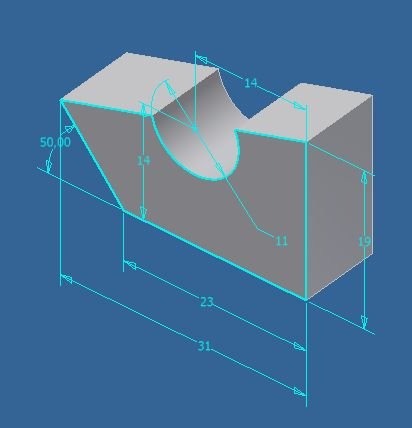
Kihúzás
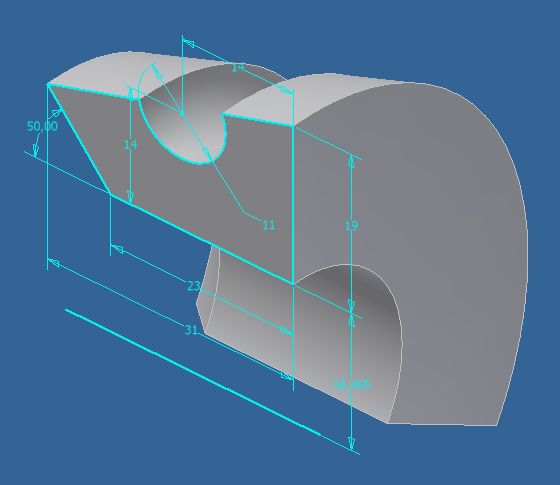
Forgatás
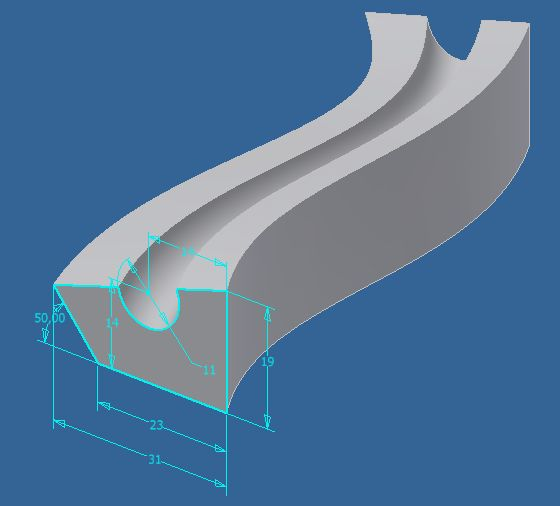
Söprés
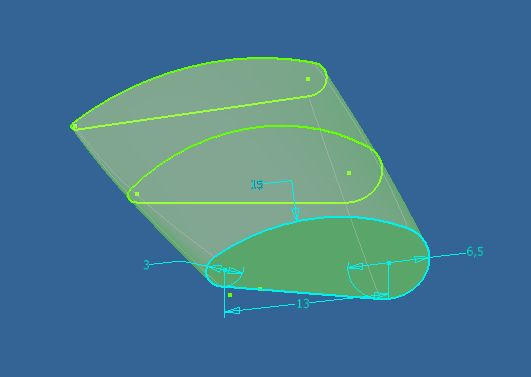
Pásztázás

Több primitívből az unió, metszet és különbségképzés segítségével képezhető összetett test.
A primitívek szerkesztését vázlat készítése előzi meg. Ehhez először ki kell jelölni egy vázlatsíkot, majd egyenes szakaszokból, körívekből, splineokból álló zárt görbe szerkesztendő. A legtöbb esetben a vázlatot méretekkel és geometriai kényszerekkel teljesen határozottá kell tenni. A kényszerek ilyenek lehetnek:
- egyenes szakasz: vízszintes vagy függőleges
- két egyenes szakasz: egy egyenesbe esik vagy merőleges egymásra vagy egy-egy végpontjuk azonos
- két körív: egyközpontú

A méretek a műszaki rajzokon használatos módon adhatók meg.
Ha a vázlatot a szoftver zártnak és határozottnak ítéli (ez utóbbi nem feltétel minden reprezentációnál) elkészíthető a megfelelő primitív, és pozicionálás után halmazműveletek segítségével a már rendelkezésre állókkal összeépíthető.
A testmodellből egyúttal felületmodell is készül, úgyhogy lehet hivatkozni nemcsak az egész testre, hanem lapjaira, éleire és csúcspontjaira is. A testmodell súlypontja és tehetetlenségi nyomatékai is meghatározhatók.
Erre a technikára jellemző példa az AutoCAD. Az AutoCAD eredetileg kétdimenziós rajzoló szoftver volt, fokozatosan egészítették ki a térbeli modellezés lehetőségeivel. Itt a kívánt vázlatsíkra a felhasználónak kell ráállítani a koordináta-rendszert. Ebben megszerkeszthető a hagyományos eszközökkel a vázlat körvonala, melyet, vagy vonallánccá vagy lemezzé kell átalakítani, melyből kihúzással vagy forgatással testmodell képezhető. Az így egymástól függetlenül elkészített rész-testeket eltolással és forgatással a térben el kell helyezni, és halmazalgebrai műveletekkel "összeszerelni".
Bár az AutoCAD síkbeli rajzai igen rugalmas módon módosíthatók utólag is, a testmodellek nem. Ha a szerkesztés folyamán egy méretet meg kíván változtatni a szerkesztő, teljesen elölről kell kezdeni a műveleteket. Ez rendkívül munkaigényessé teszi a szerkesztést és sok hibalehetőséget is magába rejt.

Alkatrész tervezése NX szoftverrel

## Alaksajátosságokon alapuló parametrikus modell
A korábbi módszerek nehézkessége vezetett ennek az új koncepciónak a bevezetésére. A modell továbbra is szilárdtestekkel dolgozik, azonban a felhasználó munkáját megkönnyíti egy sor korábban kézzel végzett művelet automatizálása. Alaksajátosságnak minden olyan térbeli testelemet tekint a program, melyből az alkatrész felépíthető, így 
- vázlat kihúzása általános hasábbá,
- vázlat söprése vezérgörbe mentén,
- vázlat forgatása forgástestté,
- lekerekítés vagy letörés egy rész-test élén vagy két test áthatási vonala mentén,
- két vagy több vázlat mint metszet pásztázása általános görbe felületekkel határolt testté,
- csavarmenet, ez a pásztázás speciális esete,
- átmenő, zsák- vagy menetes furat és így tovább.

Az ilyen programok a munka teljes folyamán lehetővé teszik az összes részméret megtekintését és menet közbeni módosítását. Módosítás után - amennyiben az nem vezet ellentmondásra, a szoftver automatikusan újraépíti a modellt, úgyhogy a felhasználó azonnal látja a változtatás eredményét. A szoftver a méreteket változókban tárolja, melyek a modellen belül globálisan hozzáférhetők, így lehetőség van egyes méretek megadására más méretekből összeállított algebrai kifejezésekkel.
Ehhez a működéshez a szoftvernek természetesen nemcsak az összes méretet és kényszert, hanem a modell alaksajátosságait és azok egymásra épülését is. Ezt a szoftver hozzáférhetővé is teszi egy úgynevezett családfa segítségével, melyet a felhasználó korlátozott mértékben módosíthat is.

## Külső hivatkozások
- Tolvay-Rosca Ferenc: A számítógépes tervezés alapjai. AutoLISP ÉS Autodesk Inventor alapismeretek
- Számítógépi geometria. Testmodellezés